# Pseudophoraspis nebulosa
Pseudophoraspis nebulosa är en kackerlacksart som först beskrevs av Hermann Burmeister 1838.  Pseudophoraspis nebulosa ingår i släktet Pseudophoraspis och familjen jättekackerlackor. Inga underarter finns listade i Catalogue of Life.